# Pelophylax perezi
La rana verde iberica (Pelophylax perezi López-Seoane, 1885) è un anfibio anuro appartenente alla famiglia dei Ranidi.

## Descrizione
La rana verde iberica è una rana verde di taglia media, con tubercolo metatarsale piccolo e muso relativamente appuntito. È simile alla rana verde maggiore, di taglia più grande, che però non condivide solitamente gli stessi habitat; anche i richiami sono diversi. Le parti superiori sono in genere lisce o leggermente granulose, con due evidenti pliche dorso-laterali, perlopiù color bronzo. La colorazione del dorso è variabile, con diverse tonalità del verde, marrone, grigio o giallo e macchie marroni scure e nere, perlopiù irregolari; è spesso presente anche una linea mediana giallognola. Il ventre è biancastro con macchie grigie chiare. Le zampe posteriori sono provviste di membrane interdigitali ben sviluppate. La regione posteriore dei femori è marmorizzata biancastra e marrone, senza toni del giallo. I maschi sono dotati di due sacche vocali di colore grigio scuro, inoltre nel periodo riproduttivo i calli nuziali sviluppano una pigmentazione grigia. La lunghezza è di 4-7 cm nei maschi e di 5-10 cm nelle femmine.

## Biologia
Come i suoi congeneri, anche la rana verde iberica è attiva tanto di giorno quanto di notte. Spesso si può vedere posata al sole, in riva all'acqua, dove si tuffa appena disturbata. A seconda della regione e dell'altitudine questi animali, generalmente frequenti, si possono incontrare anche per tutto l'anno presso l'acqua. Gli accoppiamenti avvengono soprattutto da marzo a giugno, con la deposizione tra la vegetazione subacquea anche di 10.000 uova, riunite in diversi piccoli ammassi gelatinosi.

## Distribuzione e habitat
Sulla penisola iberica e nel sud della Francia (verso est fino a Lione circa) la rana verde iberica ha una diffusione pressoché ininterrotta, inoltre è stata introdotta anche su Baleari, Canarie, Azzorre e Madeira. Si tratta di una specie molto adattabile, presente soprattutto a quote basse e medie entro i 1000 m, ma sulla Sierra Nevada anche fino a quasi 2400 m. Si può trovare in quasi tutti gli specchi d'acqua piccoli e grandi, ma anche in corsi d'acqua non troppo fredda e a flusso rapido, e perfino presso acque salmastre lungo le spiagge.